# Ernest May
Ernest May (Ernest Edmund Bedford May; * 14. September 1878 in Bartlow, Cambridgeshire; † 5. Januar 1952 in Chathill, Northumberland) war ein britischer Hammer-, Speer- und Diskuswerfer.
Bei den Olympischen Spielen 1908 in London nahm er am Hammerwurf, Diskuswurf im freien Stil, Diskuswurf im griechischen Stil, Speerwurf im freien Stil und Speerwurf mit Mittelgriff teil; seine Platzierungen sind nicht überliefert.
Seine persönliche Bestleistung im Hammerwurf von 40,94 m stellte er am 12. März 1904 in London auf.